# Wereldkampioenschappen inlineskaten 2010
De wereldkampioenschappen inline-skaten 2010 werden van 20 tot en met 30 oktober gehouden in Guarne, Colombia. Er deden in totaal 35 landen mee aan het toernooi.
Het was de 39e editie van het officiële wereldkampioenschap inline-skaten. Het officiële WK vond al twee keer eerder plaats in Colombia, maar niet eerder in Guarne.
De Colombiaanse Jercy Puello was in haar thuisland de best presterende inline-skater. Ze won in totaal zes gouden medailles, hiervan waren er vier op de individuele disciplines.

## Belgische deelnemers
| Mannen                                                   | Vrouwen |
| -------------------------------------------------------- | ------- |
| Wouter Hebbrecht Ferre Spruyt Bart Swings Maarten Swings |         |

## Nederlandse deelnemers
| Mannen                                   | Vrouwen                                                                        |
| ---------------------------------------- | ------------------------------------------------------------------------------ |
| Crispijn Ariëns Gary Hekman Mark Horsten | Anniek ter Haar Mariska Huisman Manon Kamminga Bianca Roosenboom Elma de Vries |

## Medailles

### Mannen
| Piste                | Piste                                              | Piste                                                  | Piste                                                       |
| Afstand              | Goud ·                                             | Zilver ·                                               | Brons ·                                                     |
| -------------------- | -------------------------------------------------- | ------------------------------------------------------ | ----------------------------------------------------------- |
| 300m Time trial      | Andres Muñoz                                       | Joey Mantia                                            | William Bowen                                               |
| 500m Sprint          | Joey Mantia                                        | Andres Muñoz                                           | William Bowen                                               |
| 1000m Sprint         | Joey Mantia                                        | Andres Muñoz                                           | Jorge Cifuentes                                             |
| 10.000m Punt + afval | Diego Rosero                                       | Bart Swings                                            | Peter Michael                                               |
| 15.000m Afvalrace    | Jorge Cifuentes                                    | Bart Swings                                            | Diego Rosero                                                |
| 3000m Aflossing      | Colombia Jorge Cifuentes Andres Muñoz Carlos Pérez | Verenigde Staten William Bowen Joey Mantia Harry Vogel | Frankrijk Thomas Boucher Gwendal Lepivert Nicolas Pelloquin |

| Weg                 | Weg           | Weg              | Weg           |
| Afstand             | Goud ·        | Zilver ·         | Brons ·       |
| ------------------- | ------------- | ---------------- | ------------- |
| 200m Time trial     | Andres Muñoz  | William Bowen    | Jhon Martinez |
| 500m Sprint         | William Bowen | Kalon Dobbin     | Andres Muñoz  |
| 10.000m Puntenkoers | Bart Swings   | Fabio Francolini | Scott Arlidge |
| 20.000m Afvalrace   | Bart Swings   | Diego Rosero     | Joey Mantia   |
| 42.195m Marathon    | Carlos Pérez  | Jorge Bolaños    | Bart Swings   |
| 5000m Aflossing     | Nieuw-Zeeland | Colombia         | Frankrijk     |

### Vrouwen
| Piste                | Piste                                                | Piste                                          | Piste                                                   |
| Afstand              | Goud ·                                               | Zilver ·                                       | Brons ·                                                 |
| -------------------- | ---------------------------------------------------- | ---------------------------------------------- | ------------------------------------------------------- |
| 300m Time trial      | Jercy Puello                                         | Erika Zanetti                                  | Sandra Buelvas                                          |
| 500m Sprint          | Jercy Puello                                         | Erin Jackson                                   | Erika Zanetti                                           |
| 1000m Sprint         | Brigitte Mendez                                      | Sara Sayasane                                  | Paola Segura                                            |
| 10.000m Punt + afval | Simona di Eugenio                                    | Nachi Shinozuka                                | Anniek Ter Haar                                         |
| 15.000m Afvalrace    | Alexandra Vivas                                      | Brigitte Mendez                                | Laura Lardani                                           |
| 3000m Aflossing      | Colombia Kelly Martinez Brigitte Mendez Jercy Puello | Duitsland Sabine Berg Jana Gegner Mareike Thum | Argentinië Maira Arias Melisa Bonnet Estefania Fasinato |

| Weg                 | Weg             | Weg             | Weg             |
| Afstand             | Goud ·          | Zilver ·        | Brons ·         |
| ------------------- | --------------- | --------------- | --------------- |
| 200m Time trial     | Jercy Puello    | Erika Zanetti   | Maria Jose Moya |
| 500m Sprint         | Jercy Puello    | Erika Zanetti   | Erin Jackson    |
| 10.000m Puntenkoers | Alexandra Vivas | Melisa Bonnet   | Mareike Thum    |
| 20.000m Afvalrace   | Brigitte Mendez | Alexandra Vivas | Laura Lardani   |
| 42.195m Marathon    | Kelly Martinez  | Laura Lardani   | Rommy Muñoz     |
| 5000m Aflossing     | Colombia        | Argentinië      | Nederland       |

### Medaillespiegel
| Plaats | Land             | Goud | Zilver | Brons | Totaal |
| 1      | Colombia         | 17   | 6      | 6     | 29     |
| 2      | Verenigde Staten | 3    | 5      | 4     | 12     |
| 3      | België           | 2    | 2      | 1     | 5      |
| 4      | Italië           | 1    | 5      | 3     | 9      |
| 5      | Nieuw-Zeeland    | 1    | 1      | 2     | 4      |
| 6      | Argentinië       | 0    | 2      | 1     | 3      |
| 7      | Duitsland        | 0    | 1      | 1     | 2      |
| 8      | Ecuador          | 0    | 1      | 0     | 1      |
| 8      | Japan            | 0    | 1      | 0     | 1      |
| 10     | Frankrijk        | 0    | 0      | 2     | 2      |
| 10     | Nederland        | 0    | 0      | 2     | 2      |
| 12     | Chili            | 0    | 0      | 1     | 1      |
| 12     | Venezuela        | 0    | 0      | 1     | 1      |
| Totaal | Totaal           | 24   | 24     | 24    | 72     |

Officieuze wereldkampioenschappen

Monza 1937 ·
Ferrara 1938 ·
Monfalcone 1948 ·
Ferrara 1949 ·
Monfalcone 1951 ·
Lido di Venezia 1953 ·
Bari 1954 ·
Palermo 1957 ·
Finale Ligure 1958 ·
Wetteren 1960 ·
Gujan-Mestras 1961 ·
Nantes 1963 ·
Madrid 1964 ·
Syracuse 1965
Officiële wereldkampioenschappen (afwisselend piste en weg)

Mar del Plata 1966 ·
Barcelona 1967 ·
Montecchio 1968 ·
Mar del Plata 1969 ·
Sesto San Giovanni 1973 ·
Mar del Plata 1975 ·
Mar del Plata 1978 ·
Finale Emilia 1979 ·
Masterton 1980 ·
Oostende 1981 ·
Finale Emilia 1982 ·
Mar del Plata 1983 ·
Bogotá 1984 ·
Colorado Springs 1985 ·
Adelaide 1986 ·
Grenoble 1987 ·
Cassano d'Adda 1988 ·
Hastings 1989 ·
Bello 1990 ·
Oostende 1991 ·
Rome 1992 ·
Colorado Springs 1993
Piste en weg gecombineerd (huidige vorm)

Gujan-Mestras 1994 ·
Perth 1995 ·
Venetië 1996 ·
Mar del Plata 1997 ·
Pamplona 1998 ·
Santiago 1999 ·
Barrancabermeja 2000 ·
Valence d'Agen 2001 ·
Oostende 2002 ·
Barquisimeto 2003 ·
Abruzzo 2004 ·
Suzhou 2005 ·
Anyang 2006 ·
Cali 2007 ·
Gijón 2008 ·
Haining 2009 ·
Guarne 2010 ·
Yeosu 2011 ·
Ascoli Piceno/San Benedetto del Tronto 2012 ·
Oostende 2013 ·
Rosario 2014 ·
Kaohsiung 2015 ·
Nanjing 2016 ·
Nanjing 2017 ·
Heerde/Arnhem 2018 ·
Barcelona 2019 ·
Ibagué 2021 ·
Buenos Aires 2022 ·
Montecchio Maggiore/Vicenza 2023 ·
Pescara 2024